# Vicent Casp i Verger
Vicent Casp i Verger (Carlet, la Ribera Alta, 12 d'agost de 1906 - Palma, 29 de gener de 1992) va ser un poeta valencià.
Els seus primers poemes van aparèixer el 1929 en El Vers Valencià, de Josep M. Bayarri. Va col·laborar també habitualment en la revista fallera Pensat i Fet i als diaris Levante i La Correspondencia de Valencia. Abans de la guerra del 36 militava en Acció Nacionalista Valenciana. En la postguerra va participar regularment en la tertúlia literària semiclandestina que es constituí al voltant de l'editorial Torre i la revista Esclat, capitanejades pel seu germà Xavier Casp i per Miquel Adlert. Fou un dels membres fundadors d'«Amigos de la Poesía», i va ser membre de la junta directiva d'aquesta agrupació des del 1950 fins que, el 1956, emigrà a Veneçuela, on va viure fins al 1969. D'aquesta etapa sud-americana són els títols en castellà que va publicar en tornar a València, i un últim recull poètic en valencià amb l'ortografia propugnada per la RACV i per Lo Rat Penat.

## Obres

### Poesia
- Instantànies: pictopoesia (amb dibuixos de Vicent Sanz i Castellanos), Acció, 1936
- Polsina d'hores, Torre, 1949
- A temps de cor, Torre, 1951
- Foc, Amigos de la Poesía, 1952
- Araira (en castellà), AP, 1979
- Tu voz (en castellà), AP, 1980
- Batecs al tròpic, AP, 1984
- Tu silencio (en castellà), AP, 1985

### Contes
- L'ondina, AP, 1953
- La catira de las sorpresas (en castellà), AP, 1973

## Curiositats
Va compondre un sonet en versos monosíl·labs, probablement el més breu de la literatura universal:
Diu / que / viu / bé // i és / flor / que es / mor // i / ni / u // sol / du / dol.
Al districte d'Algirós de la Ciutat de València hi ha una biblioteca que porta el seu nom, a prop de l'Avinguda del Port.